# 遠野町根岸
遠野町根岸（とおのまち ねぎし）は、福島県いわき市の大字である。郵便番号は972-0163。

## 地理
いわき市西部の遠野地区に属する。北で遠野町上根本、東で遠野町深山田、遠野町上遠野、南で遠野町滝、西で遠野町大平とそれぞれ隣接する。概ね町村制施行以前の菊多郡根岸村の流れを汲む地域である。二級水系鮫川左岸部および支流の上遠野川、二次支流の根本川流域を主な範囲とする。川沿いの平野部に水田が広がり、特に南部の根本川と上遠野川の合流点付近に広い平地があり、市役所支所が置かれ市街地が広がる。その東西には山林が広がる。植田町内に所在するいわき南警察署及び遠野町根岸に所在する常磐消防署遠野分遣所がそれぞれ管轄にあたる。

### 主な字
字
- 大反田
- 塚ノ内
- 下根岸
- 風木坂
- 西山

- 鴻ノ目
- 橋場
- 石田
- 白幡
- 横道

- 畑
- 小藪
- 中妻
- 川畑
- 成沢

### 河川
- 鮫川
- 上遠野川
  - 根本川
    - 第1畑川
    - 第2畑川
    - 小藪川
    - 大藪川
    - 白坂川
    - 成沢川

## 歴史
- 1879年1月27日 - 棚倉藩領根岸村が福島県内における郡区町村制の施行により菊多郡の村となる[4]。
- 1889年4月1日 - 町村制の施行により根岸村が深山田村、滝村、上遠野村と合併し、上遠野村が発足する。旧根岸村域は上遠野村の大字となる。[4]。
- 1896年4月1日 - 菊多郡と周辺郡との合併により石城郡が発足し、石城郡上遠野村となる[4]。
- 1955年3月31日 - 上遠野村が入遠野村と合併し遠野町が発足し、遠野町の大字となる[4]。
- 1966年10月1日 - 遠野町が平市・磐城市・常磐市・勿来市・内郷市、石城郡小川町・四倉町・川前村・田人村・好間村・三和村、双葉郡久之浜町・大久村と合併しいわき市となり、いわき市遠野地区の大字となる[4]。

## 世帯数と人口
2023年10月31日現在の世帯数と人口は以下の通りである。
| 大字       | 世帯数  | 人口  |
| ---------- | ------- | ----- |
| 遠野町根岸 | 197世帯 | 468人 |

## 小・中学校の学区
市立小・中学校に通う場合、学区は以下の通りとなる。
| 番地 | 小学校               | 中学校               |
| ---- | -------------------- | -------------------- |
| 全域 | いわき市立遠野小学校 | いわき市立遠野中学校 |

## 交通

### 道路
- 福島県道14号いわき石川線
  - 遠野バイパス
- 福島県道20号いわき上三坂小野線
- 一級市道白幡表線

## 施設
- いわき市役所 遠野支所
- 常磐消防署 遠野分遣所
- 金澤翔子美術館
- サンフレックス永谷園 遠野工場
- 東北電力 上遠野変電所
- 西光寺